# فيليب ديلاي
فيليب ديلاي (بالفرنسية: Philippe Delaye)‏ (مواليد 26 يونيو 1975 في مونتبريسون - فرنسا) لاعب كرة قدم فرنسي يلعب حاليا لصالح نادي الدرجة الأولى مونبيلييه الفرنسي منذ 2005 في مركز الوسط المحوري .

## روابط خارجية
- فيليب ديلاي على موقع رابطة كرة القدم الفرنسية للمحترفين (الإنجليزية)
- فيليب ديلاي على موقع قاعدة بيانات كرة القدم.إي يو (الإنجليزية)
- فيليب ديلاي على موقع ليكيب (الفرنسية)
- فيليب ديلاي على موقع كووورة